# Нагр-е Поште
Нагр-е Поште (перс. نهرپشته) — село в Ірані, у дегестані Міладжерд, у бахші Міладжерд, шахрестані Коміджан остану Марказі. За даними перепису 2006 року, його населення становило 299 осіб, що проживали у складі 72 сімей.

## Клімат
Середня річна температура становить 12,28 °C, середня максимальна – 32,36 °C, а середня мінімальна – -11,54 °C. Середня річна кількість опадів – 289 мм.
| Клімат поселення                              | Клімат поселення | Клімат поселення | Клімат поселення | Клімат поселення | Клімат поселення | Клімат поселення | Клімат поселення | Клімат поселення | Клімат поселення | Клімат поселення | Клімат поселення | Клімат поселення | Клімат поселення |
| Показник                                      | Січ.             | Лют.             | Бер.             | Квіт.            | Трав.            | Черв.            | Лип.             | Серп.            | Вер.             | Жовт.            | Лист.            | Груд.            |                  |
| Середній максимум, °C                         | 7,34             | 10,15            | 15,10            | 20,31            | 25,01            | 31,28            | 32,36            | 31,26            | 26,49            | 21,14            | 14,25            | 8,34             |                  |
| Середня температура, °C                       | −2,1             | 0,71             | 5,66             | 10,85            | 15,56            | 21,84            | 25,84            | 24,76            | 19,98            | 14,64            | 7,74             | 1,82             |                  |
| Середній мінімум, °C                          | −11,54           | −8,75            | −3,77            | 1,40             | 6,13             | 12,40            | 19,32            | 18,26            | 13,48            | 8,13             | 1,24             | −4,69            |                  |
| Норма опадів, мм                              | 45               | 36               | 49               | 39               | 35               | 7                | 1                | 1                | 1                | 8                | 26               | 41               |                  |
| Середньомісячна швидкість вітру, м/с          | 1.90             | 2.32             | 3.25             | 3.32             | 2.90             | 2.66             | 2.84             | 2.64             | 2.42             | 2.26             | 1.81             | 1.91             |                  |
| Середньомісячна сонячна радіація, кДж/м²·день | 8522             | 11863            | 14403            | 17958            | 22063            | 26811            | 25759            | 23824            | 20617            | 15156            | 10596            | 8500             |                  |
| --------------------------------------------- | ---------------- | ---------------- | ---------------- | ---------------- | ---------------- | ---------------- | ---------------- | ---------------- | ---------------- | ---------------- | ---------------- | ---------------- | ---------------- |
| Джерело:                                      |                  |                  |                  |                  |                  |                  |                  |                  |                  |                  |                  |                  |                  |